# Legazione apostolica di Ferrara
La legazione apostolica di Ferrara fu una suddivisione amministrativa dello Stato Pontificio, la cui esistenza durò dal 1816 al 1850.

Nel 1816, con la suddivisione dello Stato della Chiesa ordinata da Pio VII, fu creata come delegazione di 1ª classe, retta da un cardinale ed ebbe pertanto titolo di Legazione.
Nella sua conformazione definitiva, confinava a nord con il Regno Lombardo-Veneto, a est con il mare Adriatico, a sud con la legazione di Ravenna, a ovest con la legazione di Bologna e il Ducato di Modena e Reggio.

Il territorio disponeva di tre porti marittimi: Goro, Magnavacca e Volano.
In seguito alla riforma amministrativa di Papa Pio IX il 22 novembre 1850, la Legazione di Ferrara confluì nella Legazione delle Romagne (I Legazione).

## Cronotassi dei legati apostolici
- Tommaso Bernetti (6 giugno 1815 - 13 ottobre 1816) (pro legato)
- Tommaso Arezzo (agosto 1816 - ottobre 1830)
- Domenico De Simone (15 ottobre 1830 - dicembre 1830)
- Gabriele della Genga Sermattei (1837 - giugno 1838)
- Giuseppe Ugolini (giugno 1838 - marzo 1847)
- Luigi Ciacchi (aprile 1847 - 4 luglio 1848)
- Gaetano Bedini (21 maggio 1849 - 22 novembre 1850) (Commissario straordinario pontificio)

Dopo questa data la Legazione confluisce nella Legazione delle Romagne di cui viene nominato pro legato Gaetano Bedini.
Insieme a Bedini fu nominato anche un delegato che si occupasse specificatamente di Ferrara, il conte Filippo Folicaldi, che mantenne il suo ruolo anche con la nascita della Legazione delle Romagne.

## Vice e pro legati
- Alessandro Giustiniani, vice legato
- Paolo Mangelli Orsi, pro legato (12 dicembre 1830 - febbraio 1831)
- Fabio Maria Asquini, pro legato (1831 - giugno 1836)
- Antonio Maria Cagiano de Azevedo, pro legato (giugno 1836 - agosto 1837)
- Francesco Lovatelli, pro legato (luglio 1848 - gennaio 1849)

## Visite papali
L'ultima visita di un pontefice a Ferrara prima della fine del potere dello stato della chiesa sulla città si ebbe in occasione della venuta di Papa Pio IX che rimase dal 10 luglio 1857 al 15 luglio dello stesso anno. In quei giorni Ferrara venne colpita anche da un terremoto di breve durata e che alcuni legarono in qualche modo ad un segno divino legato a tale visita, altri agli effetti del nuovo sistema di illuminazione cittadino con l'energia elettrica.